# Frederik Burvenich

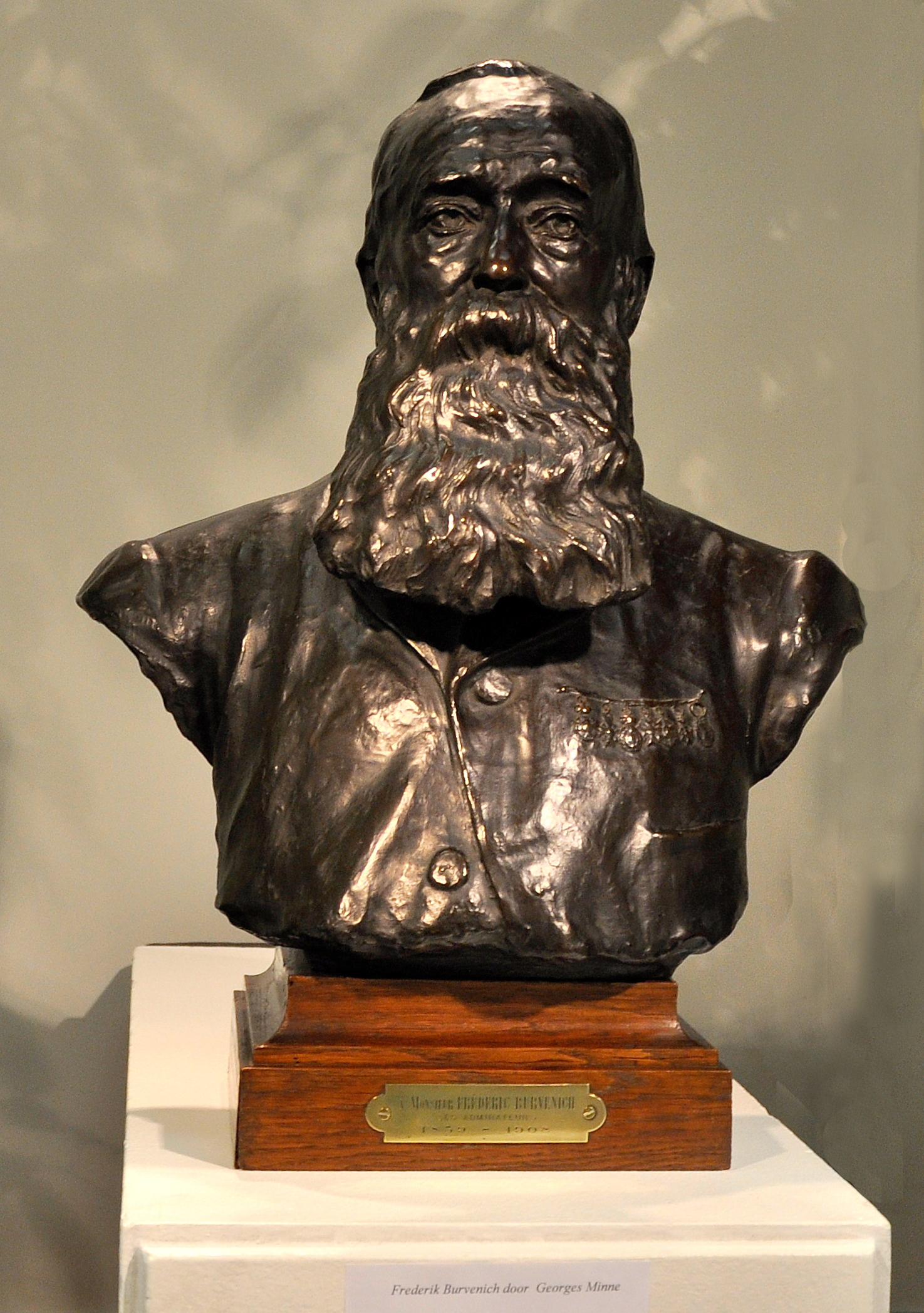
Frederik Burvenich, buste gemaakt door George Minne

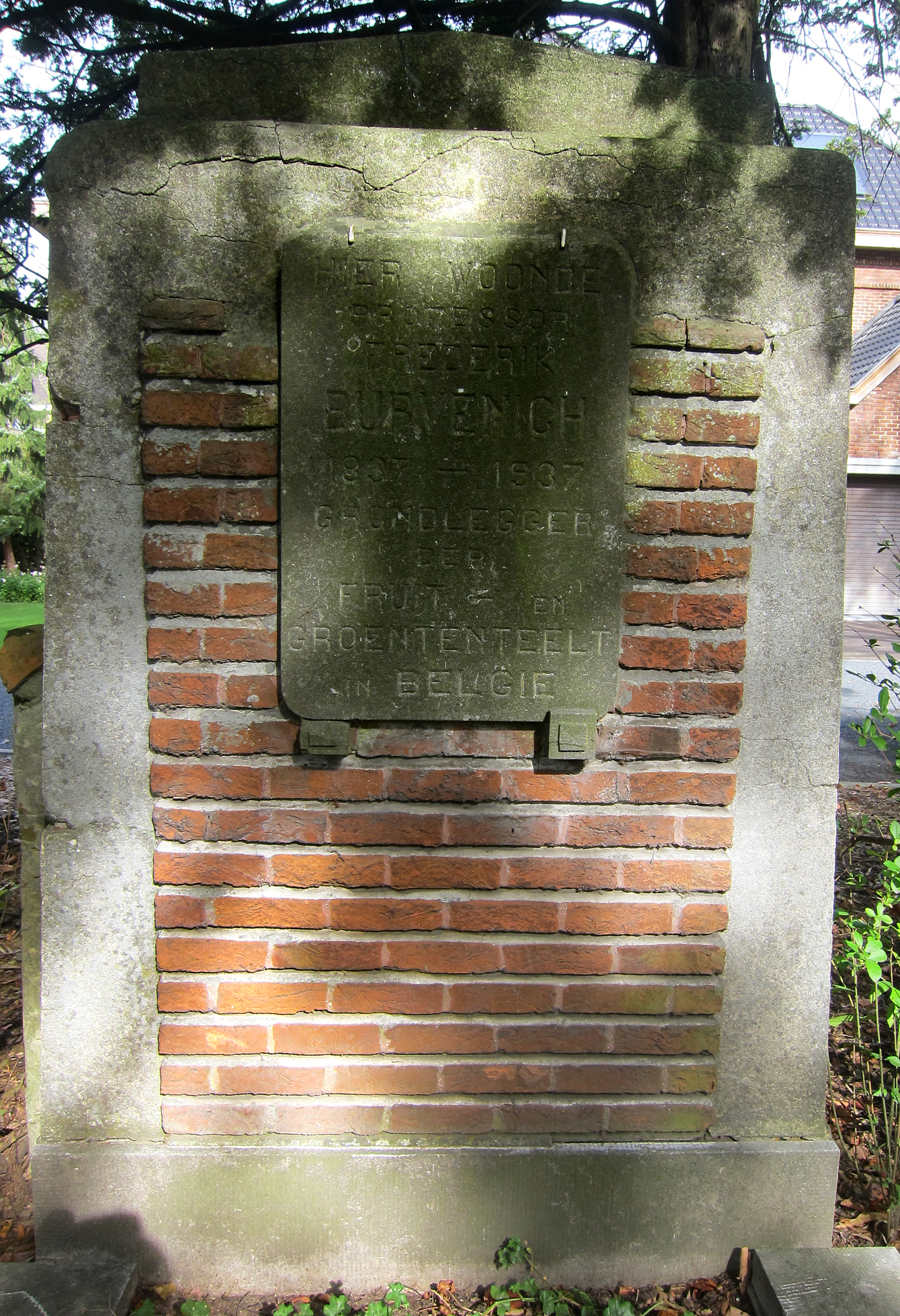
De herdenkingsplaat aan zijn voormalige woning (zie tekst)

Frederik Burvenich (Deinze, 26 juni 1837 - Gentbrugge, 27 april 1917) was een Belgisch tuinbouwkundige. Hij publiceerde in het Nederlands en het Frans en zijn werken verschenen in het Duits en het Engels waardoor hij internationale bekendheid genoot.

## Biografie
Frederik Burvenich was een wees en van gewone komaf. Toen hij 15 was ging hij les volgen aan het Koninklijk Tuinbouwinstituut dat Louis Van Houtte in Gentbrugge had opgestart. Van Houtte zag zijn talent en benoemde hem tot directeur van de afdeling Zaden in de school. Op 1 januari 1859 werd hij professor aan de Staatstuinbouwschool te Gent en hij bleef dit tot aan het einde van zijn carrière. Hij gaf lezingen in gans Vlaanderen over tuinbouw en groentekweek, gedreven door zijn motivatie om de welvaart van de Vlaamse bevolking te verbeteren. Hij was een van de leden van het klavertjevier dat verder bestond uit Edouard Pynaert, Hubert Van Hulle en Frans Rodigas die belangrijk waren voor de tuinbouw tijdens de 19e eeuw in het Gentse en daarbuiten. Burvenich maakte een studie over het kweken van groenten in het voormalig Belgisch-Kongo.
Achter zijn woning aan de Voordries te Gentbrugge bouwde Burvenich een inmiddels verdwenen plantenkwekerij uit. Hij legde zich toe op het kweken van wijnstokken in potten. Op deze locatie werd een herinneringsplaat aangebracht bij de viering van de 100e verjaardag van zijn geboorte. In Gentbrugge kreeg een straat zijn naam.
George Minne maakte een buste van Burvenich (zie afbeelding).

## Publicaties
- Praktische aanwijzingen over den snoei der fruitbomen, 1861; 2e editie, Gent : H. Hoste, 1865; 9e editie, Gent : Victor van Doosselaere, 1901
- De Boomgaard of Fruitkweek in betrekking met den Landbouw, (2e editie), 1872
- La culture potagère à la portée de tous, 1876
- Traité élémentaire de culture maraichère, 1884